# Стейн, Мэнди
Мэнди Стейн (англ. Mandy Stein, род. 14 января 1975 года) — американский кинопродюсер и режиссёр. Её родители — Сеймур Стейн и Линда Стейн.

## Ранние годы
Стейн родилась в Манхэттене. Она окончила Кентскую школу в 1994 году и посещала Западный колледж.

## Фильмография
| Год  | Фильм                                     | Режиссёр | Продюсер | Сценарист | Другое | Примечания |
| ---- | ----------------------------------------- | -------- | -------- | --------- | ------ | ---------- |
| 2012 | Bad Brains: A Band in DC                  | Да       |          |           |        |            |
| 2009 | Burning Down the House: The Story of CBGB | Да       | Да       |           |        |            |
| 2002 | You See Me Laughin'                       | Да       |          |           |        |            |